# Geany
Geany è un editor di testo leggero multi piattaforma per GTK+ basato su Scintilla con funzionalità elementari di IDE.
È progettato per avere poche dipendenze da altri pacchetti e un veloce tempo di caricamento.
È disponibile per un gran numero di sistemi operativi, come Windows, Linux, macOS, BSD e Solaris.
I linguaggi di programmazione supportati sono: C, C++, C#, Java, JavaScript, PHP, HTML, LaTeX, CSS, Python, Perl, Ruby, Pascal, Haskell e BASIC.
È un software libero distribuito secondo i termini della licenza GPL versione 2 o successiva.

## Funzionalità
- Auto-completamento
- Supporto a documenti multipli
- Supporto a progetti
- Evidenziazione della sintassi
- Code folding (parzialmente)
- Liste di simboli
- Navigazione del codice
- Terminale virtuale integrato[3]
- Sistema per compilare ed eseguire il codice
- Supporto a estensioni